# Zimny ślad cyklonu
Zimny ślad cyklonu – zjawisko oziębiania się wody w oceanie po przejściu cyklonu tropikalnego.
Zimne ślady wymuszane są przez mieszanie się zimnej wody poniżej cieplejszej wody w oceanicznej warstwie dobrze wymieszanej. Zazwyczaj po przejściu cyklonu tropikalnego warstwa dobrze wymieszana pogłębia się i obniża się jej temperatura.